# 키버들
키버들(학명: Salix koriyanagi)은 버드나무과에 속하는 낙엽 교목이다. 한국 전 산야의 습지에서 무리 지어 자란다.

## 생태
암수딴그루이며 암그루에 달리는 종자는 6월에 익는다. 개화시기는 3~4월이다.

## 유래
키버들은 ‘키+버들’형태의 이름이다. 키는 곡식 따위를 까불러 고르는 그릇인데, 이 나무의 껍질을 벗겨낸 다음 키를 만드는 재로로 이용한 데서 유래된 것이다. 이 나무로 고리괴짝을 만드는 데서 유래된 고리버들이라는 이름도 있다.
또한 고리버들로 만든 고리괴짝과 둥근그릇 등을 통칭하여 ‘고리’라고 불렀다. 또한 둥글게 만들어 마지막에 매듭을 짓기 때문에 둥근고리 또는 매듭고리라는 뜻으로도 쓰인다.